# Halberstädter Kongress
Der Halberstädter Kongress (auch Halberstadter Kongress) wurde vom 14. bis zum 18. März 1892 durch Delegierte von 57 Organisationen der freien Gewerkschaften in Halberstadt abgehalten. Ziel des Kongresses war die Neuorganisation der deutschen Gewerkschaftsbewegung nach dem Ende der Sozialistenverfolgung.

## Teilnehmer

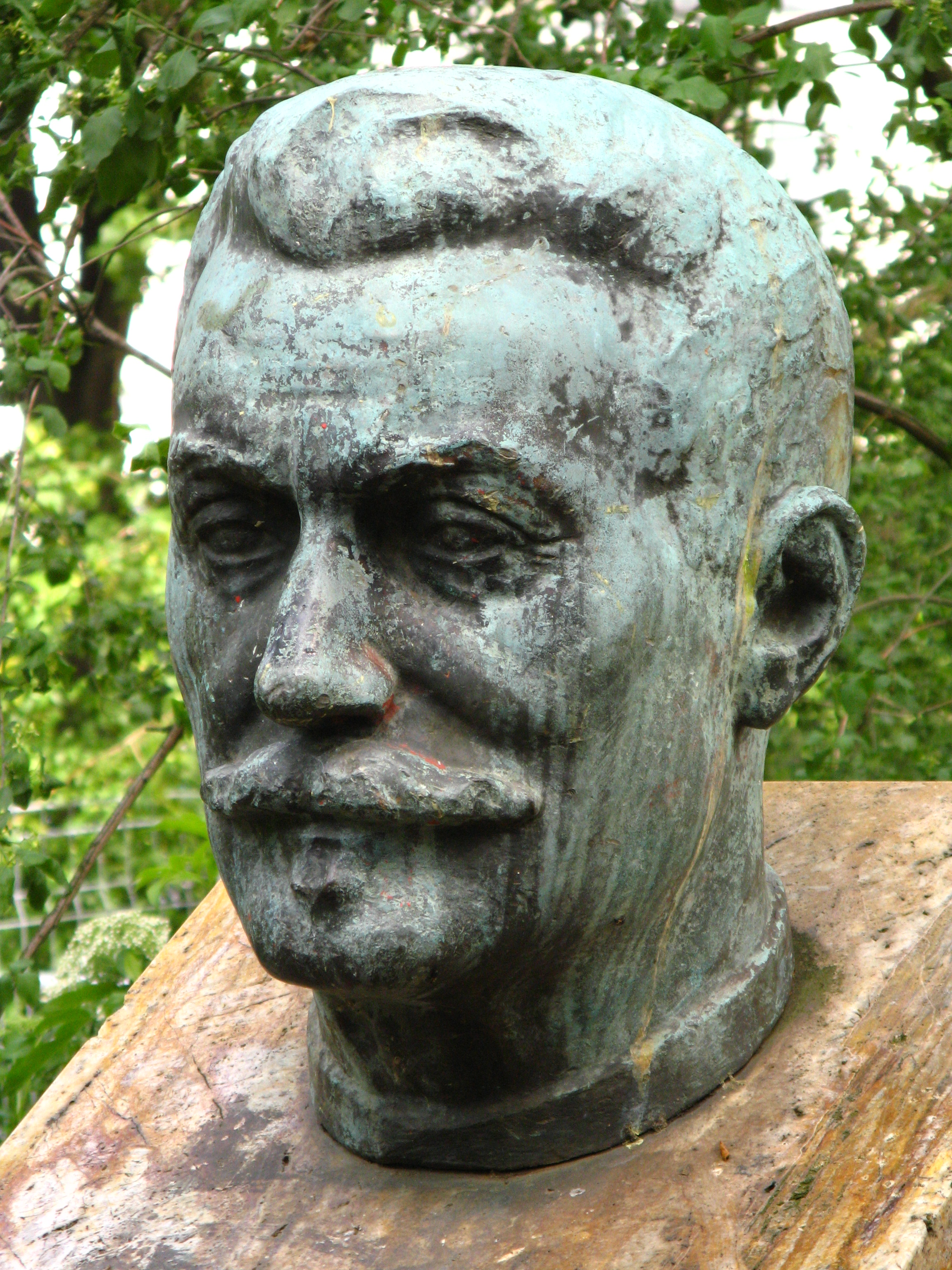
Büste Carl Legiens

Das Deutsche Reich zählte im Jahre 1892 insgesamt 65 verschiedene Gewerkschaften, von denen 57 mit zusammen 172 Delegierten am Halberstadter Kongress teilnahmen. Diese 57 Gewerkschaften vertraten insgesamt 272.380 gewerkschaftlich organisierte Mitglieder. Hinzu kamen weitere 36 Delegierte verschiedener kleinerer Organisationen, die nochmals 31.130 Mitglieder vertraten.
Somit kamen insgesamt 208 Delegierte in Halberstadt zusammen, die die Interessen von mehr als 300.000 Arbeitern vertraten. Boykottiert wurde der Kongress unter anderem von den Gewerkschaften der Dachdecker, Ziegler, Stellmacher und Konditoren. 
Als bedeutendster Teilnehmer gilt Carl Legien, der seit 1890 Vorsitzender der Generalkommission der Gewerkschaften Deutschlands war.

## Inhalt und Verlauf des Kongresses
Nach der zwölfjährigen Verfolgung und Unterdrückung sozialistischer Organisationen durch das Bismarcksche Sozialistengesetz zwischen 1878 und 1890 waren öffentliche Aktivitäten der Gewerkschaften nicht möglich. Auf dem Halberstadter Kongress sollte nun über die Tätigkeit der Generalkommission berichtet und über die Organisationsfrage, also die künftige Struktur der deutschen Gewerkschaftsbewegung, entschieden werden.
Eröffnet wurde der Kongress durch Carl Legien. Dieser erklärte in seiner Eröffnungsrede, dass die Gewerkschaften des Deutschen Reiches allein nicht die Kraft hätten, eine eigene Lösung der Sozialen Frage herbeizuführen, aber gemeinsam mit den politischen Parteien effektiv für eine deutliche Verbesserung der Situation der Arbeiter kämpfen könnten. Er rief den Delegierten zu: "Gleich den Pionieren haben die Gewerkschaften den Boden zu ebnen für eine höhere geistige Auffassung und durch Erringung besserer Lohn- und Arbeitsbedingungen die Arbeiterklasse vor Verelendung und Versumpfung zu bewahren, um so die Massen der Arbeiter zu befähigen, die geschichtliche Aufgabe, welche dem Arbeiterstand zufällt, lösen zu können." Diese Einschätzung Legiens löste erhebliche Diskussionen über die Organisationsstruktur der deutschen Gewerkschaftsbewegung aus. Während die Lokalisten, mehrheitlich Vertreter der kleineren Organisationen, für eine Beibehaltung dezentraler Lenkungsstrukturen plädierten und gleichzeitig das Ende der Trennung zwischen parteipolitischer und gewerkschaftlicher Arbeiterbewegung anstrebten, strebten größere Gewerkschaften, wie die der Holzarbeiter und die der Metallarbeiter, nach einer zentralen Führung. Nach längerer Debatte wurde der Antrag der Lokalisten abgelehnt und der Entwurf der Gewerkschaft der Holzarbeiter, der deutlich zentralistisch geprägt war, mit Unterstützung der Gewerkschaft der Metallarbeiter angenommen. Dies hatte zur Folge, dass mehrere Delegierte der Lokalisten eine weitere Teilnahme am Halberstadter Kongress ablehnten und diesen unter Abgabe einer Protestnote verließen. Wissenschaftler werten die Ablehnung des Antrags der Lokalisten als klare Absage an den Syndikalismus.

### Inhalt des erfolgreichen Entwurfs
Der oben beschriebene, erfolgreich verabschiedete Entwurf der Holzarbeiter erklärte "die Zentralorganisation als Grundlage der Gewerkschaftsorganisation" und forderte die Organisation der Gewerkschaften nach Berufsgruppen. Dies hatte zur Folge, dass Arbeiter in ein und derselben Fabrik je nach Berufszugehörigkeit Mitglied unterschiedlicher Gewerkschaften werden konnten. 
Neben diesen grundsätzlichen Festlegungen übertrug der Kongress der Generalkommission als Zentralorgan der Gewerkschaftsbewegung konkrete Aufgaben. So sollte die Kommission in schwach organisierten Gegenden des Deutschen Reiches für die gewerkschaftliche Idee werben, internationale Verbindungen knüpfen, die Zusammenarbeit der einzelnen Gewerkschaften fördern und langfristig die gesetzliche Überwindung der Akkordarbeit anstreben. Die Einrichtung einer zentralen Streikunterstützungskasse wird der Zentralkommission jedoch entzogen und den Einzelgewerkschaften überlassen. Angesichts dieser Aufträge bezeichnete ein Delegierter die Zentralkommission als "mehr moralischen denn führenden Zusammenhalt" der Gewerkschaftsbewegung.

### Spezialkongresse
Neben dem Hauptkongress fanden am 16. März 1892 in Halberstadt insgesamt elf Spezialkongresse von Einzelgewerkschaften statt. Hier wurden gewerkschaftsinterne Fragestellungen besprochen und individuell bedeutsame Entschlüsse gefasst. Eine Auflistung dieser Entschlüsse findet sich im Archiv der Friedrich-Ebert-Stiftung.

### Generalkommission
Nach den inhaltlichen Festlegungen wurde auch die Generalkommission neu gewählt. Vorsitzender wurde erneut Carl Legien. Des Weiteren gehörten der Kommission sechs weitere Mitglieder an, die allesamt aus Hamburg stammten. Darüber hinaus wurde Hamburg zum neuen Sitz der Kommission bestimmt.

## Auswirkungen des Halberstadter Kongresses
Die Beschlüsse des Halberstadter Kongresses bestimmten das gewerkschaftliche Handeln bis in die Weimarer Republik hinein. Die Absage an die syndikalistische Revolutionspolitik führte dazu, dass sich radikal-sozialistische Vorstellungen und Organisationen parallel zu den gewerkschaftlichen und parteipolitischen Organisationen entwickelten und somit, vom marxistischen Standpunkt betrachtet, zu einer Schwächung der Kampfkraft der Arbeiterbewegung führten.
Zusätzlich führte die berufsständische Organisation der Gewerkschaftsbewegung dazu, dass die Schlagkraft einzelner Gewerkschaften deutlich verringert wurde. So zeigte ein Streik einer Einzelgewerkschaft in einer Fabrik mit zahlreichen Berufsgruppen beispielsweise nur geringe Wirkung, da Mitglieder anderer Gewerkschaften in der Regel ihre Arbeit fortsetzten.